# Песексимэярви
Пе́сексимэя́рви (фин. Peseksimäjärvi) — озеро на территории Найстенъярвского сельского поселения Суоярвского района Республики Карелия.

## Общие сведения
Площадь озера — 1,3 км², площадь водосборного бассейна — 19,1 км². Располагается на высоте 175,8 метров над уровнем моря.
Форма озера продолговатая: вытянуто с юго-востока на северо-запад. Берега каменисто-песчаные, местами заболоченные.
Озеро сообщается с рекой Кукиноя, впадающей в реку Тарасйоки.
С юга от озера проходит грунтовая дорога местного значения без наименования.
Населённые пункты возле озера отсутствуют. Ближайший — посёлок Лахколампи — расположен в 5 км к востоку от озера.
Код объекта в государственном водном реестре — 01040100111102000016771.